# Patrick Thairet
Patrick Thairet (Brussel, 21 augustus 1960) is een Belgische gewezen voetballer.

## Carrière

### Speler
Thairet begon op achtjarige leeftijd bij Daring Club de Bruxelles met voetballen. In 1973 fuseerde de club met Racing White en veranderde de naam in RWDM. Als jonge middenvelder doorliep Thairet alle jeugdrangen van de club uit Molenbeek. In 1980/81 debuteerde de toen twintigjarige Thairet in de eerste ploeg. In die dagen werd hij een ploegmaat van onder andere Johan Boskamp, Franky Van der Elst, René Desaeyere, Maurice Martens, Michel De Wolf en Nico Jansen. In zijn eerste seizoen kwam Thairet zelden aan spelen toe, maar een jaar later kreeg hij meer speelminuten van trainer Cor Brom. In 1984 degradeerde de club naar de Tweede Klasse. Een jaar later promoveerde RWDM weer.
Thairet kenmerkte zich met zijn frêle techniek, maar ook met een gebrek aan doorzettingsvermogen. Toch speelde hij zich bij RWDM in te basisen werd hij een publiekslieveling bij de Brusselse club, waar hij al heel zijn leven speelde. Vanaf 1988 combineerde hij bij RWDM de rollen van speler en jeugdtrainer. In hetzelfde jaar werd Hugo Broos, onder toezicht van technisch directeur Paul Van Himst, coach van Thairet en zijn collega's. RWDM werd voorlaatste, maar promoveerde vervolgens weer uit de Tweede Klasse.
In de jaren 90 werd Thairet als ouderdomsdeken en aanvoerder een symbool van RWDM. De middenvelder bleef tot 1995 in dienst van de club en kwam 394 wedstrijden in actie. Achteraf speelde hij nog één seizoen voor La Rhodienne.

### Trainer
Vanaf 1988 combineerde Thairet de functies van jeugdtrainer en speler. Na zijn actieve loopbaan bleef hij aan als jeugdcoördinator bij RWDM. In 2000 begon Ariël Jacobs als hoofdcoach aan het nieuwe seizoen. RWDM speelde op dat moment in de Tweede Klasse. Jacobs leidde zijn team naar de subtop in het klassement, maar werd in april 2001 toch aan de deur gezet. Thairet verving hem en won de eindronde. Nadien bleef hij trainer van de eerste ploeg, maar in september 2001 werd de samenwerking stopgezet. Emilio Ferrera werd zijn opvolger.
In 2003 werd Thairet aangesteld als hoofdcoach van derdeklasser Olympic Charleroi, maar na twee seizoenen hield hij het voor bekeken.
In 2006/07 werd hij trainer van La Louvière, maar lang duurde dat niet. Nadien werd hij coach van RJS Heppignies-Lambusart-Fleurus.

## Statistieken
| Seizoen | Club         | # Comp. | Goals | # Beker | Goals | Competitie         |
| ------- | ------------ | ------- | ----- | ------- | ----- | ------------------ |
| 1980/81 | RWDM         | 13      | 1     | 1       | 0     | Eerste Klasse      |
| 1981/82 | RWDM         | 27      | 1     | 3       | 0     | Eerste Klasse      |
| 1982/83 | RWDM         | 30      | 2     | 5       | 2     | Eerste Klasse      |
| 1983/84 | RWDM         | 13      | 1     | 2       | 0     | Eerste Klasse      |
| 1984/85 | RWDM         | 28      | 13    | 2       | 1     | Tweede Klasse      |
| 1985/86 | RWDM         | 34      | 6     | 2       | 1     | Eerste Klasse      |
| 1986/87 | RWDM         | 25      | 4     | 1       | 0     | Eerste Klasse      |
| 1987/88 | RWDM         | 28      | 1     | 1       | 1     | Eerste Klasse      |
| 1988/89 | RWDM         | 24      | 2     | 2       | 0     | Eerste Klasse      |
| 1989/90 | RWDM         | 27      | 8     | 1       | 0     | Tweede Klasse      |
| 1990/91 | RWDM         | 29      | 3     | 1       | 1     | Eerste Klasse      |
| 1991/92 | RWDM         | 20      | 1     | 3       | 2     | Eerste Klasse      |
| 1992/93 | RWDM         | 21      | 0     | 1       | 0     | Eerste Klasse      |
| 1993/94 | RWDM         | 29      | 1     | 5       | 0     | Eerste Klasse      |
| 1994/95 | RWDM         | 14      | 1     | 0       | 0     | Eerste Klasse      |
| 1995/96 | La Rhodienne | ?       | ?     | ?       | ?     | Tweede Provinciale |